# Сидоренко, Дмитрий Владимирович
Дми́трий Влади́мирович Сидоре́нко (род. 23 марта 1973) — российский футболист, защитник.

## Карьера
Профессиональную карьеру начал в 1992 году в составе клуба «Нива» из города Славянск-на-Кубани, провёл 2 матча и забил 1 гол, после чего, в августе, пополнил ряды «Кубани», в составе которой дебютировал в Высшей лиге России, проведя 1 матч в чемпионате страны. В следующем сезоне сыграл 8 матчей, в которых «отметился» автоголом, в первенстве и 1 встречу в Кубке России, однако закрепиться в составе так и не смог, и в итоге в июне покинул «Кубань». В июле вернулся в «Ниву», где и доиграл сезон, проведя 14 матчей в первенстве. В сезоне 1994 года сыграл в 24 встречах команды, в которых забил 2 гола, в первенстве и в 1 матче Кубка страны. После этого вернулся в «Кубань», в составе которой и провёл сезон 1995 года, сыграв 29 матчей, в которых забил 1 мяч, в первенстве и 2 встречи в Кубке. В 1996 году перешёл в нижневартовский «Самотлор-XXI», в составе которого затем выступал до июля 1999 года, проведя за это время 106 матчей и «отметившись» одним автоголом в первенстве, и ещё 5 встреч сыграв в сезонах Кубка России. Затем перешёл в «Тюмень», где и находился до конца сезона, однако провёл за команду лишь 1 встречу в первенстве. В 2000 году пополнил ряды магнитогорского клуба «Металлург-Метизник», где затем выступал до 2002 года, проведя за это время 72 матча и забив 2 гола в первенстве, и ещё 3 встречи сыграв в сезонах Кубка России. В начале 2003 года перешёл в крымский «Витязь», в состав которого был официально заявлен 23 апреля, всего в том сезоне сыграл в 26 встречах команды в первенстве. В 2005 году провёл свой последний профессиональный сезон в составе клуба «Металлург-Метизник», сыграл 22 матча в первенстве и 1 встречу в Кубке.

## Достижения
- Серебряный призёр Второй лиги (2): 1995 (зона «Запад»), 1997 (зона «Восток»)
- Бронзовый призёр 1-й зоны Третьей лиги: 1994